# Alte Burg (Ettersburg)

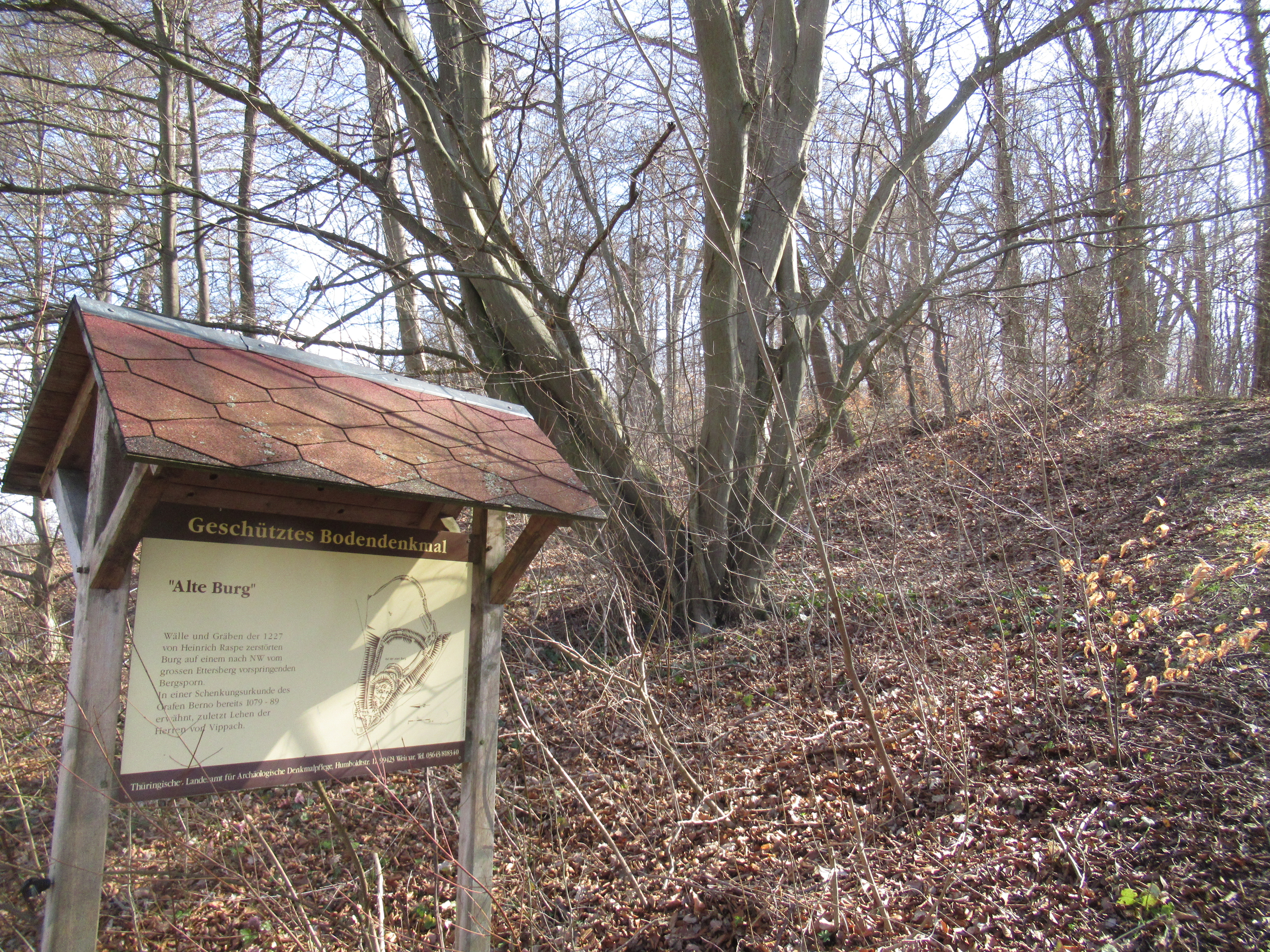
Aufgang zur Alten Burg

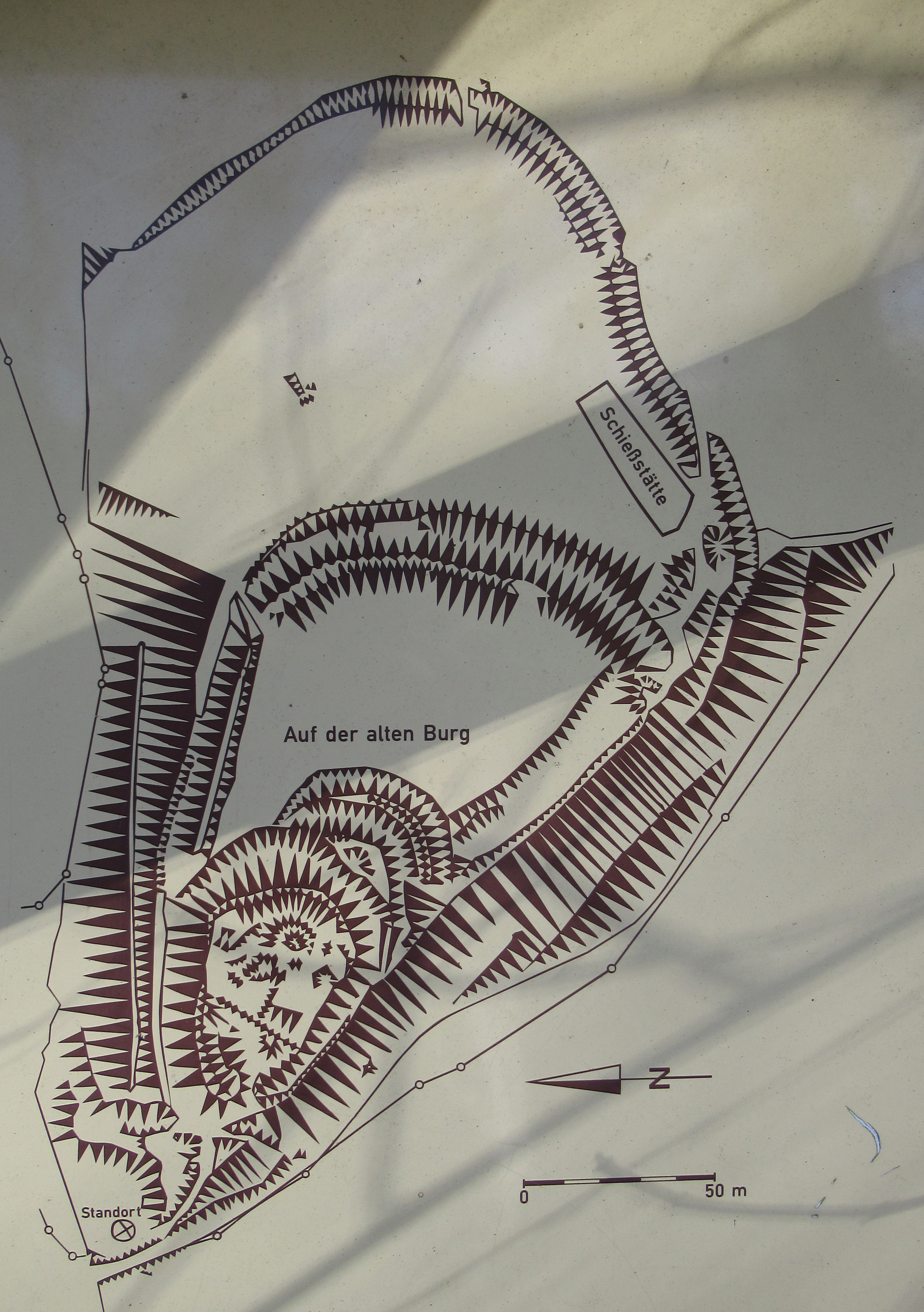
Lageplan

Die Ruine der Alten Burg Ettersburg  befindet sich nahe am Anfang der Zeitschneise am Park von Schloss Ettersburg bei Weimar. Sie liegt unmittelbar südlich des Verbindungsweges vom Forsthaus Ettersburg zum Schloss. Dieser Bergsporn ist ein eingetragenes Bodendenkmal auf der Liste der Kulturdenkmale in Ettersburg. Er ist vom Dorf nur durch die Senke des Baches Lache getrennt. Das Tal wird auch Pfaffengrund genannt.
Es ist möglicherweise eine alte germanische Volksburg. Die ehemalige Herrenburg wurde möglicherweise in eine frühmittelalterliche Fluchtburg eingebaut. Der sichtbare Ringwall enthält Reste einer 3,8 m dicken Trockenmauer. Von Gebäuden und dem Turm bzw. dem Graben sind nur noch Spuren erhalten. Die Innenfläche der Kernburg beträgt ca. 500 m², während sich die Fläche der Vorburg auf ca. 1,5 ha bemisst. An das Augustinerstift Mainz wurde diese vom Sohn Berno von Querfurt-Seeburgs Wichmann. Dieser soll ebenso wie sein Vater ein großer Wohltäter für Ettersburg gewesen sein.
Die Burg kann nicht genau datiert werden. Möglicherweise entstand sie bereits im 10. Jahrhundert. Im Jahr 991 jedenfalls erscheint erstmals ein Ort „Itresburg“ in einer Urkunde Ottos III. Ist das gemeint, wäre eine frühere Datierung möglich. Das wiederum weicht von anderen Angaben hinsichtlich der Ersterwähnung Ettersburgs ab. Eine Stiftungsurkunde des Grafen Berno von Querfurt-Seeburg aus dem Jahre 1089 gilt als urkundliche Ersterwähnung des Ortes. Der Graf stiftete ein Augustinerkonvent, das dem Kloster in Mainz unterstellt war. Das Stift bestand bis 1525 und verfiel danach. Unbestreitbar ist hier der älteste Teil von Ettersburg.
Ab 1123 gehörte es den Herren von Ettersburg. Im Jahre 1227 wurde es durch Heinrich Raspe IV. (1204–1247) auf Veranlassung von Ludwig dem Heiligen erobert, geschleift und wiederaufgebaut. Die Burgherren hatten durch mehrere Überfälle auf das Umland Raspes Strafexpedition selbst verschuldet, indem sie den Landgrafen Ludwig zu diesem Schritt nötigten. Nach den Herren von Ettersburg bekamen die Herren von Vippach die Burg als Lehen.